# 内莉·霍尔斯特德
内莉·霍尔斯特德（英語：Nellie Halstead，1910年9月19日—1991年11月11日），英国女子田径运动员，主攻短跑。她曾代表英国参加1932年夏季奥林匹克运动会田径比赛，获得女子200米铜牌。